# Botia
Il genere Botia Gray, 1831 comprende 10 specie di pesci d'acqua dolce appartenenti alla famiglia Cobitidae.

## Distribuzione e habitat
Questi pesci sono diffusi in Asia del sud, nella zona compresa tra Pakistan, India e Bangladesh, dove popolano diversi ambienti acquatici d'acqua dolce.

## Descrizione
Le dimensioni si attestano dagli 11 ai 15,5 cm, secondo la specie.

## Acquariofilia
alcune specie sono commercializzate per l'allevamento in acquario.

## Classificazione

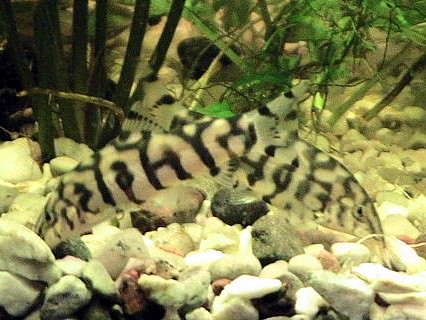
Botia almorhae

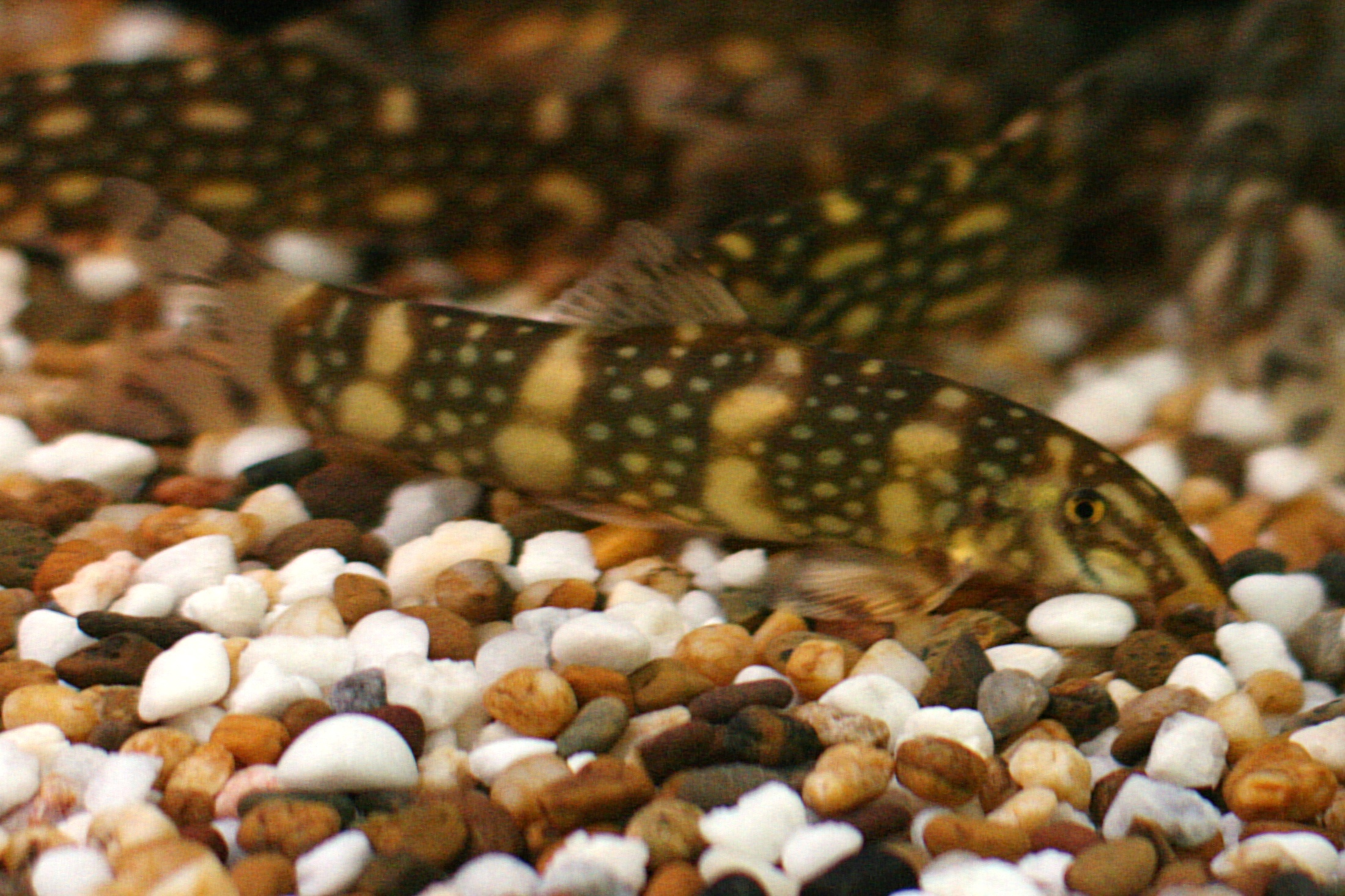
Botia kubotai

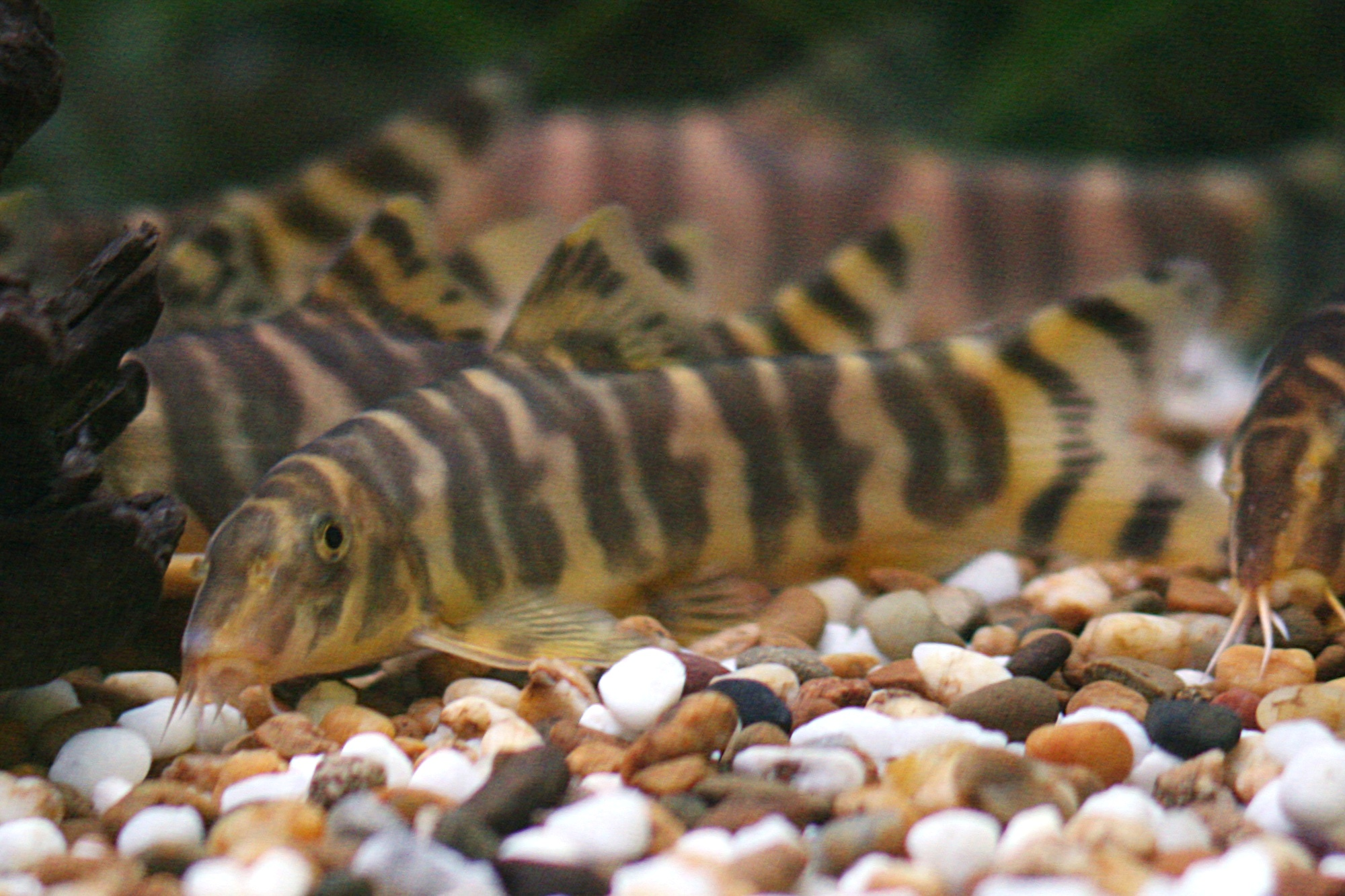
Botia udomritthiruji

Un tempo il genere Botia comprendeva oltre 20 specie, ma nel 2004 lo scienziato Maurice Kottelat nel descrivere la nuova specie Botia kubotai propose nei suoi studi una divisione del genere in base all'area geografica di provenienza e all'aspetto fisico:
- Botia per i botia indiani (dal corpo corto)
- Chromobotia per il Botia pagliaccio
- Syncrossus per i botia tigrati (dal corpo allungato)
- Yasuhikotakia per le specie del Mekong (dal corpo corto)

Un altro genere, Parabotia è considerato affine ai Syncrossus, ma vive in alcune aree della Cina.

### Specie
- Botia almorhae
- Botia birdi
- Botia dario
- Botia dayi
- Botia histrionica
- Botia kubotai
- Botia lohachata
- Botia macracanthus
- Botia rostrata
- Botia striata
- Botia udomritthiruji